# Petuchovo
Petuchovo (rusky Петухово) je město v Kurganské oblasti v Ruské federaci. Při sčítání lidu v roce 2010 mělo přes jedenáct tisíc obyvatel.

## Poloha a doprava
Petuchovo leží východně od Uralu na jihozápadě Západosibiřské roviny. V rámci Kurganské oblasti leží na jihovýchodě. Od Kurganu, správního střediska oblasti, je vzdáleno přibližně 180 kilometrů východně. Od kazachstánsko-ruské hranice je vzdáleno jen zhruba deset kilometrů severně.
Přes město prochází železniční trať z Čeljabinsku do Omsku zprovozněná v roce 1896 jako západosibiřský úsek Transsibiřské magistrály. Ze severu míjí město dálnice R254 „Irtyš“ vedoucí z Čeljabinsku do Novosibirsku. Po ní je zde také vedena Asijská dálnice AH6.

## Dějiny
Petuchovo vzniklo v roce 1892  při stavbě Transsibiřské magistrály zprovozněné na tomto úseku o čtyři roky později. Jméno města je odvozeno od příjmení Petuchov, které má svůj původ v ruském slově petuch (пету́х) znamenajícím kohout.
Městem je Petuchovo od roku 1944.